# Engaku-ji

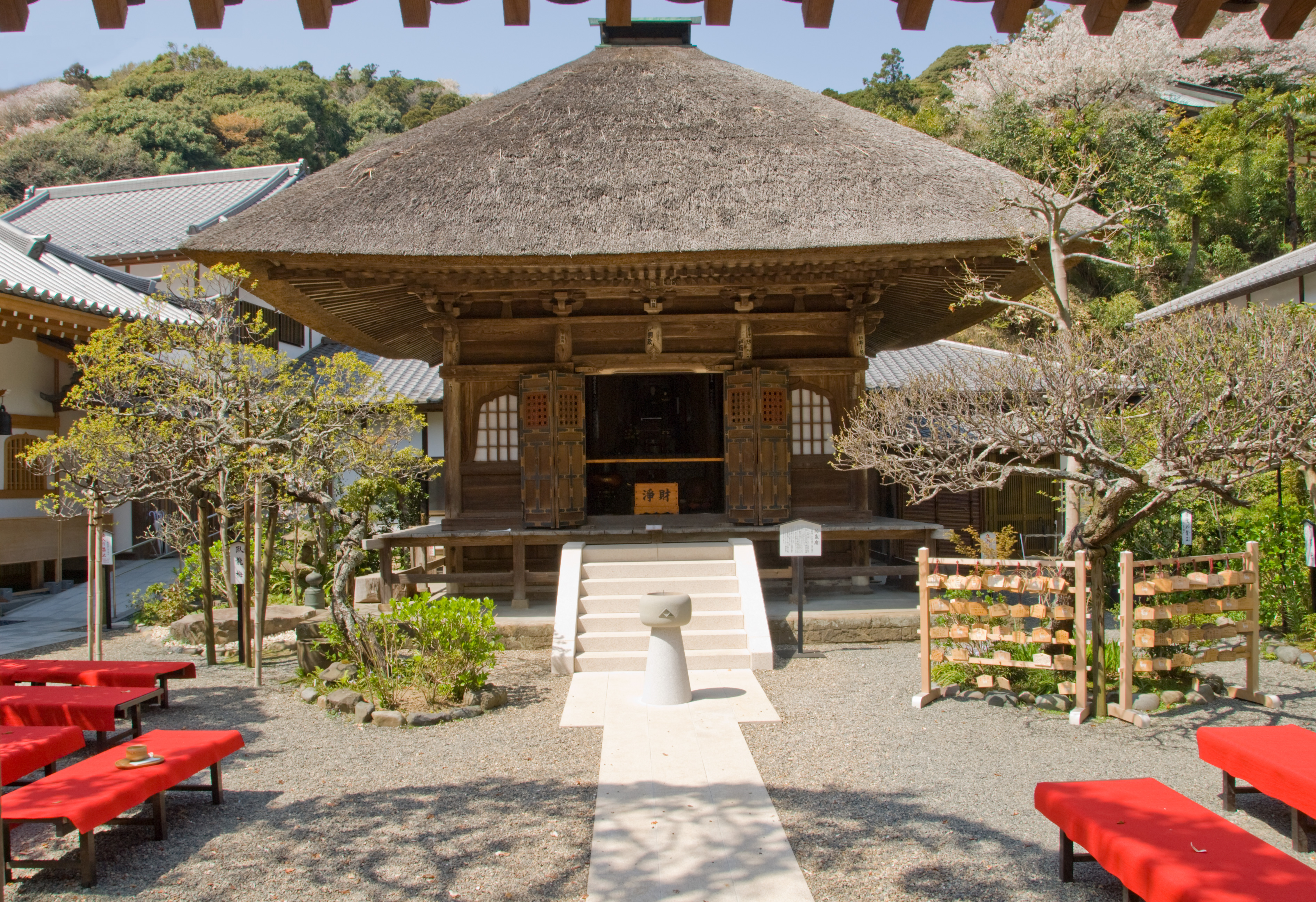
Butsunichi-an

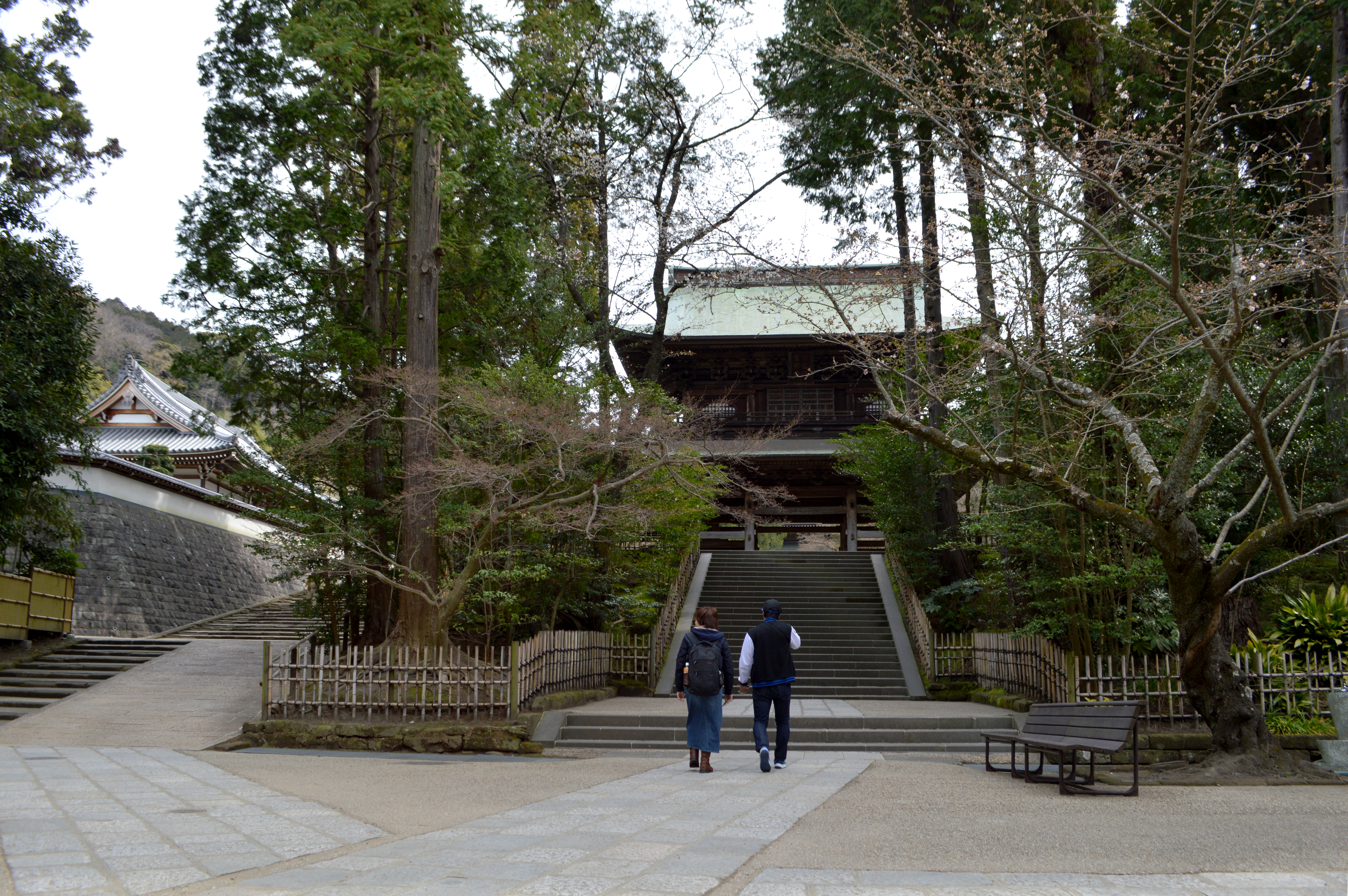
Stufen führen hinauf zu Sanmon, dem Haupttor.

Der Engaku-ji (Kyūjitai: 圓覺寺, Shinjitai: 円覚寺; benannt nach dem Yuanjue jing (chinesisch 圓覺經, Pinyin Yuánjué jīng – „Sūtra der vollkommenen Erleuchtung“; jap. 円覚経, Engaku-kyō)) ist ein buddhistischer Tempel in der japanischen Stadt Kamakura (Präfektur Kanagawa) und einer der Haupttempel der Rinzai-shū. Er liegt im Norden der Stadt im Stadtteil Yamanouchi nahe der Bahnstation Kita-Kamakura (Nord-Kamakura) an der von Tokyo ausgehenden Bahnlinie Yokosuka.

## Geschichte
Der Tempel wurde im Jahr 1282 unter der Bauherrschaft des Regenten Hōjō Tokimune (1251–1284) fertiggestellt. Ursprünglich war der Tempel für den chinesischen Chan-Mönch Lanxi Daolong (蘭溪道隆,  Lánxī Dàolóng; jap. 蘭渓道隆, Rankei Dōryū; 1213–1278) vorgesehen, der aber vor Abschluss des Baus verstarb. Der Tempel wurde daher den Opfern der Mongoleninvasionen in Japan umgewidmet und Tokimunes eigener Zen-Lehrer, Wuxue Zuyuan (無學祖元,  Wúxué Zǔyuán; jap. 無学祖元, Mugaku Sogen; 1226–1286) als Vorsteher eingesetzt. Weitere, bedeutende und am Engaku-ji tätige chinesische Chan-Mönche waren Daxiu Zhengnian (大休正念,  Dàxiū Zhèngniàn; jap. 大休正念, Daikyū Shōnen; 1214–1289) und Qingzhuo Zhengcheng (淸拙正澄,  Qīngzhuó Zhēngchéng; jap. 清拙正澄, Seisetsu Shōchō; 1274–1339).
Der Engaku-ji gehörte bereits früh zum Gozan-System und blieb die gesamte Kamakura-Zeit einer der wichtigsten Zen-Tempel sowie ein bedeutendes Zentrum sino-japanischer Kultur. Später fiel der Tempel aus der Gunst der Herrscher und musste ohne finanzielle Mittel der Regierung bis zur Edo-Zeit sein Dasein bestreiten, als die Tokugawa ihn zu unterstützen begannen. Viele der damals durch Erdbeben und Feuer zerstörten Gebäude wurden zu dieser Zeit unter dem Mönch Seisetsu Shūcho (誠拙周樗; 1745–1820) wiederaufgebaut, wodurch der Tempel einen Großteil seiner heutigen Gestalt erhielt. Weitere bedeutende Mönche am Tempel in der modernen Zeit waren u. a. Imakita Kōsen (今北洪川; 1816–1892), unter dem der Tempel zu einem der einflussreichsten Zen-Tempel des östlichen Japans wurde, und sein Schüler Shaku Sōen (1860–1919), der 1893 auf dem 1. Weltparlament der Religionen in Chicago die westliche Welt mit dem japanischen Zen bekanntmachte.
1923 wurde ein Großteil der Gebäude durch das Große Kantō-Erdbeben zerstört. Der Wiederaufbau dauerte mehrere Jahrzehnte.